# ويليام غيليام
ويليام غيليام هو سياسي أمريكي، ولد في 1841، وتوفي في 1893 في نيويورك في الولايات المتحدة. نشط حزبياً في الحزب الجمهوري. وقد انتخب عضو مجلس نواب فرجينيا ‏.